# Petrești, Iași

Petrești este un sat în comuna Golăiești din județul Iași, Moldova, România.